# 300勇士：帝国崛起
是一部于2014年上映的美国3D古装动作片，是2007年影片《300壯士：斯巴達的逆襲》的续集，讲述的是前篇故事发生之前、期间和之后的事件。前部影片导演查克·史奈德担任本片的制片和编剧。本片由以色列导演诺姆·穆罗执导，苏利文·斯坦普莱顿、伊娃·格林和琳娜·海蒂等人主演。

## 剧情
講述在“戰狼300”故事發生十年前、故事中，以及故事發生之後，薛西斯一世成為波斯帝國國王，他繼承父親的意志遠征希臘，因此引發了兩方之間激烈的戰爭。年輕勇猛的女性阿爾特米西亞一世擔任波斯海軍領導人，同特米斯托克力領導的雅典海軍在海戰中對決。在雙方的第一次較量中雅典方面大敗，特米斯托克力隨後建議放棄雅典城，並尋求同樣遭受波斯重創的斯巴達人的幫助。最後在薩拉米斯海戰中，雅典軍隊聯合斯巴達軍隊的歌果女王率領希臘各盟邦國家的軍隊，打敗波斯海軍，特米斯托克力並親手殺死阿爾特米西亞，接著他們一同向薛西斯一世的波斯大軍前進...。

## 演員
| 演員              | 角色             | 備註                                                                                 |
| 蘇利文·斯坦普萊頓 | 特米斯托克力     | 希臘海軍領導者，坚信雅典海军的力量，极力主张发展海军                                 |
| 伊娃·格蓮         | 阿尔特米西亚一世 | 原先是希腊人，但后来因為其家人被希腊军人所杀，轉而为波斯效力，最後被特米斯托克力殺死 |
| 羅德里格·桑托羅   | 薛西斯一世       | 波斯帝国的国王（前485年－前465年在位）                                               |
| 琳娜·海蒂         | 斯巴達歌果王后   |                                                                                      |
| 漢斯·麥瑟遜       | 埃斯库罗斯       |                                                                                      |
| 卡爾·穆爾維       | Scyllias         |                                                                                      |
| Andrew Tierna     | Ephialtes        |                                                                                      |
| 大衛·溫漢         | 迪里奧斯         | 前作於溫泉關之役的300名斯巴達戰士中僅存的一人                                        |
| 傑克·奧康奈爾     | Calisto          |                                                                                      |
| Yigal Naor        | 大流士一世       |                                                                                      |
| Andrew Pleavin    | Daxos            |                                                                                      |

## 制作
2012年7月上旬在保加利亚首都索菲亚的Nu Boyana Film片场开拍。2013年5月10日，片方宣布上映日期由原定的2013年8月2日推迟到2014年3月7日。

## 评价
媒体综评48分，新鲜度43%，口碑普通。
好评有：“整体布局、服装设计、色调调配、战斗场景刻画以及视效惊人的CG动画都非常出色”，“跟前作一样血腥暴力，但表现手法却更为传统。该续集提供了大量的刺激元素，但对事件本身的描绘却是短板”，“按理说这部影片的引导者应该是希腊将军特米斯托克力，而伊娃-格林扮演的反角应该是配戏，但格林用她疯狂的眼神和近乎肮脏的色情戏份彻底扭转了人物地位”；差评有：“整部影片的唯一看点就是装扮成SM猫女样子的格林，其他部分实在是索然无味”，“整部影片华而不实，给人感觉修饰过度”。
本片許多劇情也與歷史不符，事實上女海軍指揮官阿爾特米西亞一世是戰前會議中唯一反對打此海戰者，她知道在此海戰對波斯軍不利；薛西斯一世的父王也不是死於希臘人之手。

## 分級
因嚴重的血腥與暴力場面，在多數國家都將這部電影評為限制級（未成年不得觀賞）

## 票房
首映周末在北美3470家影院入账4510万美元列第一位。次周末收1910万列第二位。第三周末收866万列第四，累计9375万。
香港首周收770万港币列第一位；次周收488万蝉联冠军。
| 上一届： 《永不停歇》   | 2014年美國週末票房冠軍 第10周   | 下一届： 《眼镜狗和眼镜男孩》 |
| 上一届： 《KANO》       | 2014年台北週末票房冠軍 第10周   | 下一届： 《KANO》             |
| 上一届： 《華爾街狼人》 | 2014年香港一週票房冠軍 第9-10週 | 下一届： 《直航殺機》         |